# Lifestyles of the Broke and Obscure
Lifestyles of the Broke and Obscure è un album di raccolta del gruppo heavy metal inglese Wolfsbane, pubblicato nel 2001.

## Tracce
Disco 1: Wolfsbane
1. Wings - 4:21
2. Lifestyles of the Broke and Obscure - 3:47
3. My Face - 3:26
4. Money Talks - 4:25
5. Seen How It's Done - 4:36
6. Beautiful Lies - 3:36
7. Protect and Survive - 3:24
8. Black Machine - 3:13
9. Violence - 3:41
10. Die Again - 13:23 (include la traccia nascosta Say Goodbye)

Disco 2: Massive Noise Injection
1. Protect and Survive - 3:47
2. Load Me Down - 3:02
3. Black Lagoon - 4:54
4. Rope and Ride - 4:08
5. Kathy Wilson - 4:21
6. Loco - 3:33
7. End of the Century - 4:10
8. Steel - 4:56
9. Temple of Rock - 5:37
10. Manhunt - 3:56
11. Money to Burn - 6:56
12. Paint the Town Red - 3:48
13. Wild Thing - 5:31

## Formazione
- Blaze Bayley - voce
- Jason Edwards - chitarra
- Jeff Hately - basso
- Steve Elliot - batteria